# Józef Zhang Wenlan
Św. Józef Zhang Wenlan (chiń. trad. 若瑟張文瀾; pinyin Ruòsè Zhāng Wénlán; Wade-Giles Jo-sê Chang wên-lan) (ur. 1831 r. w powiecie Ba, Syczuan w Chinach – zm. 29 lipca 1861 r. w Qingyanzhen, prowincja Kuejczou) – święty Kościoła katolickiego, seminarzysta, męczennik.

## Życiorys
Józef Zhang Wenlan urodził się w rodzinie katolickiej. Chodził do szkoły w Moping, w pobliżu miasta Chongqing, gdzie następnie uczył się podstaw łaciny w seminarium. Został z niego usunięty za naruszenie zasad regulaminu, następnie żałował swojego postępowania. Ponieważ był pobożną osobą ojciec Gu pozwolił mu uczyć dzieci katechizmu. Następnie z pomocą ojca Gu ponownie poprosił o przyjęcie do seminarium i otrzymał zgodę na okres próbny. Po pewnym czasie nauki wysłano go jako pomocnika ojca Jana Meng. Zimą 1860 r. został przyjęty do wyższego seminarium w Yaojiaguan. W 1861 r. lokalny sędzia rozpoczął prześladowania religijne. Jan Chrzciciel Luo Tingyin został aresztowany w seminarium. Po powrocie z miasta również aresztowano Józefa Zhang i Pawła Chen Changpin. Uwięziono ich u starej opuszczonej świątyni. 29 lipca przysłano od cesarza akt łaski, ale sędzia nie tylko opóźnił jego ogłoszenie, lecz wydał nakaz egzekucji. Trójka więźniów została ścięta razem z Martą Wang Luo Mande, która przynosiła im jedzenie do więzienia i przyłączyła się do nich w drodze na miejsce stracenia. Następnego dnia katolik Cheng Lelun zabrał ich ciała, żeby je pochować w seminarium.

## Dzień wspomnienia
9 lipca w grupie 120 męczenników chińskich.

## Proces beatyfikacyjny i kanonizacyjny
Razem z Janem Chrzcicielem Luo Tingyin, Pawłem Chen Changpin i Martą Wang Luo Mande należy do grupy męczenników z Qingyanzhen (prowincja Kuejczou). Zostali oni beatyfikowani 2 maja 1909 r. przez Piusa X. Kanonizowani w grupie 120 męczenników chińskich 1 października 2000 r. przez Jana Pawła II.